# Легіслатура штату Мен
Легіслатура штату Мен — законодавчий орган американського штату Мен. Цей законодавчий орган є двопалатним і складається з Сенату (верхня палата) та з Палати представників (нижня палата). Легіслатура збирається в Капітолії штату Мен в столиці штату, місті Огаста, і вона там збиралась з 1832 року.
Палата представників складається зі 151 члена, кожного з них обирають в одномандатному виборчому окрузі. Палата представників є унікальною в тому, що єдина палата законодавчого органу в США, де є окремі мандати для представників корінних американців. В цій палаті є мандати без права голосу для представників народу Пенобскот, племені Пассамакводді та для Малеситів. Сенат має змінну кількість мандатів. Конституція штату Мен робить можливими варіанти із 31, 33 або 35 мандатами. Наразі в Сенаті 35 сенаторів.

## Вибори та вимоги до кандидатів
Вибори до законодавчого органу проводяться в листопаді кожного парного року, разом із загальними виборами в штаті. Депутатів обох палат обирають на дворічні терміни. Починаючи з 1996 року члени обох палат підлягають обмеженню в чотири терміни під ряд. Якщо хтось пробув у легіслатурі протягом восьми років (чотирьох термінів) під ряд, він може знову балотуватись лише після перерви у два роки.
До 1880 року члени легіслатури обирались на однорічні терміни. Починаючи з 1881 року, вступила в дію зміна до Конституції штату Мен, яка збільшила тривалість термінів до двох років, і таку тривалість терміни мають і досі.
Щоб бути членом легіслатури, особа маж бути віком не менше 21 року, бути громадянином США протягом останніх п'яти років, бути мешканцем штату Мен протягом одного року та мешкати на території виборчого округу, з якого балотується, протягом трьох місяців.

## Сесії
Легіслатура протягом одного скликання збирається на дві різні сесії. Перша сесія починається в першу середу грудня року виборів і продовжується до наступного року. Друга сесія починається в перший вівторок січня року, в який мають відбутися вибори. Друга сесія зазвичай є короткою і працює над обмеженим колом питань, зокрема над бюджетом, законопроєктами поданими губернатором, законопроєктами які залишились з минулої сесії, громадянськими ініціативами та законопроєктами позначеними як невідкладні. Відповідно до конституції, невідкладні законопроєкти це ті, які потрібно ухвалити якомога скоріше для захисту громадського порядку, безпеки і здоров'я, але це положення часто широко трактується.
Губернатор штату Мен також може скликати легіслатуру на спеціальну сесію для вирішення невідкладних питань. Крім того, Губернатор або Президент Сенату можуть скликати сесію Сенату для затвердження призначень, здійснених Губернатором.

## Повноваження
Легіслатура штату Мен, будучи законодавчою гілкою влади уряду штату Мен, має повноваження створювати нові закони штату Мен. Губернатор штату Мен має право накладати вето на законопроєкти ухвалені легіслатурою, але легіслатура може подолати вето двома третинами голосів в кожній палаті. До повноважень легіслатури також належить винесення проєктів змін до Конституції штату Мен (для цього потрібні дві третини голосів в кожній палаті). Якщо громадяни штату на референдумі затвердять проєкт змін до конституції, то ці зміни набудуть чинності.
На відміну від інших штатів, Легіслатура штату Мен відповідає за призначення Генерального прокурора, Скарбника штату та Секретаря штату. В більшості штатів призначення на ці посади роблять губернатори, або їх обирають громадяни штату.

## Представництво корінних американців
В 1823 році корінний народ Пенобскот відправив до Сенату штату Мен, як вважається, свого найпершого представника. В 1842 році плем'я Пассамакводді також відправило свого першого представника. Коли Мен ще був частиною штату Массачусетс, то Массачусетс дозволяв племенам делегувати своїх представників. Але невідомо яку роль ці представники відігравали до 1907 року, з якого починаються вестися записи, із вказанням того що представники казали, де вони сиділи і які їм надавались привілеї. Хоча представники корінних народів намагалися досягти вищого статусу в легіслатурі, в 1941 році було ухвалене рішення про виключення представників корінних народів зі складу Палати представників, що означало що в них залишилось дуже мало повноважень і впливу, окрім того що вони могли переконувати і агітувати членів легіслатури завдяки своєму перебуванню в столиці штату. В 1975 році представників корінних народів знов повернули до складу Палати представників, в них знову з'явилося право бути присутніми і висловлюватись на засіданнях палати. В 1996 році представники корінних народів намагалися бути співавторами законопроєкту, а в 1999 році їм офіційно було дозволено бути співавторами законопроєктів. В 2001 році ця зміна в правилах дозволила Донні Лорінг просунути законопроєкт, відповідно до якого всі громадські та приватні школи в штаті зобов'язувались навчати учнів історії Мена, включно із історією корінних американців. Законопроєкт був підписаний Губернатором Ангусом Кінгом в 2001 році.
В 2015 році Пассамакводді та Пенобскот відкликали своїх представників із легіслатури на знак протесту проти зростання сутичок між племенами та урядом штату, включно із Губернатором Полом Лепажем. Станом на вибори 2018 року, лише Пассамакводді повернулись до легіслатури. Пенобскот лише планують повернутися, а Малесіти вирішили поки не повертатися.

## Галерея

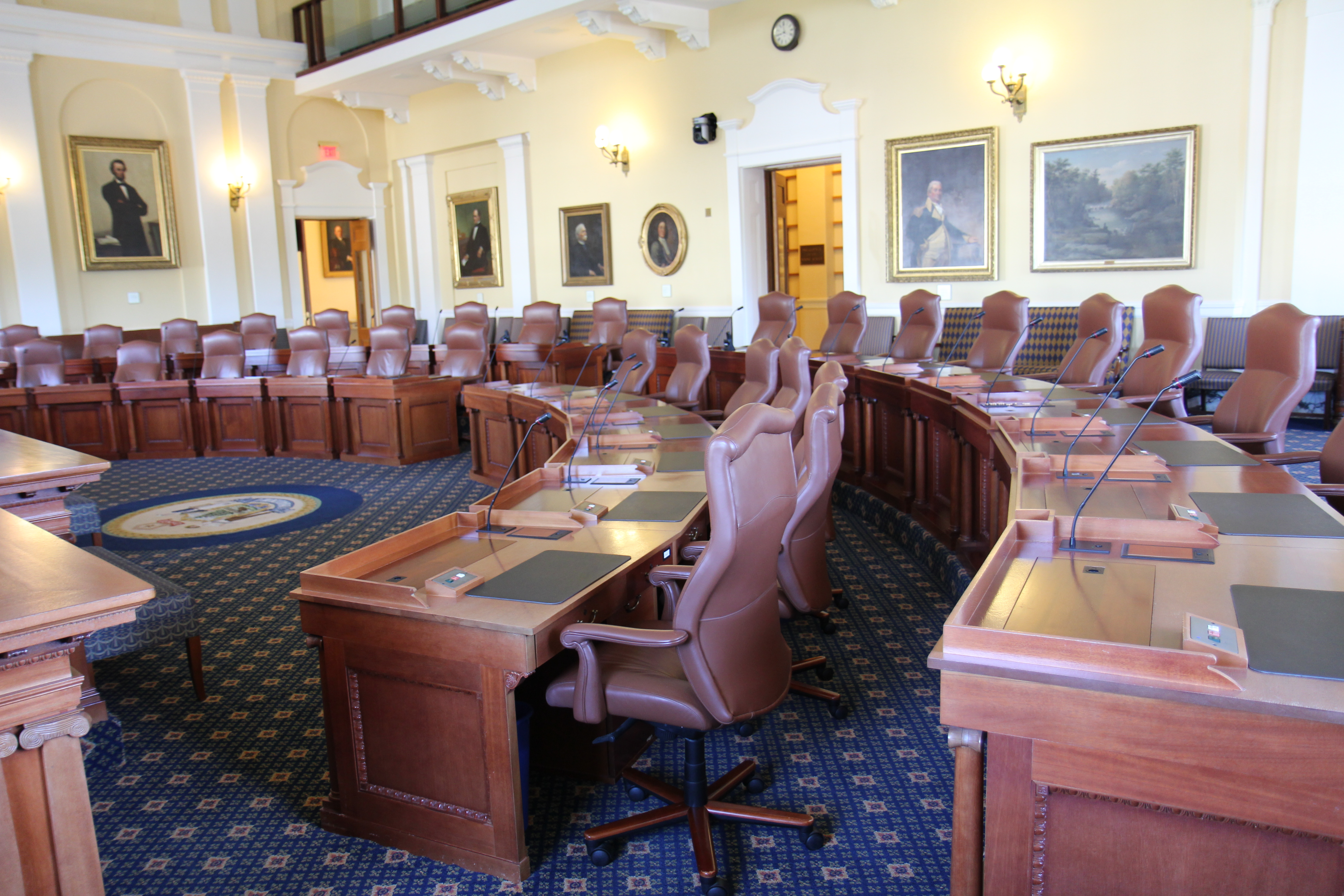
Зала засідань Сенату
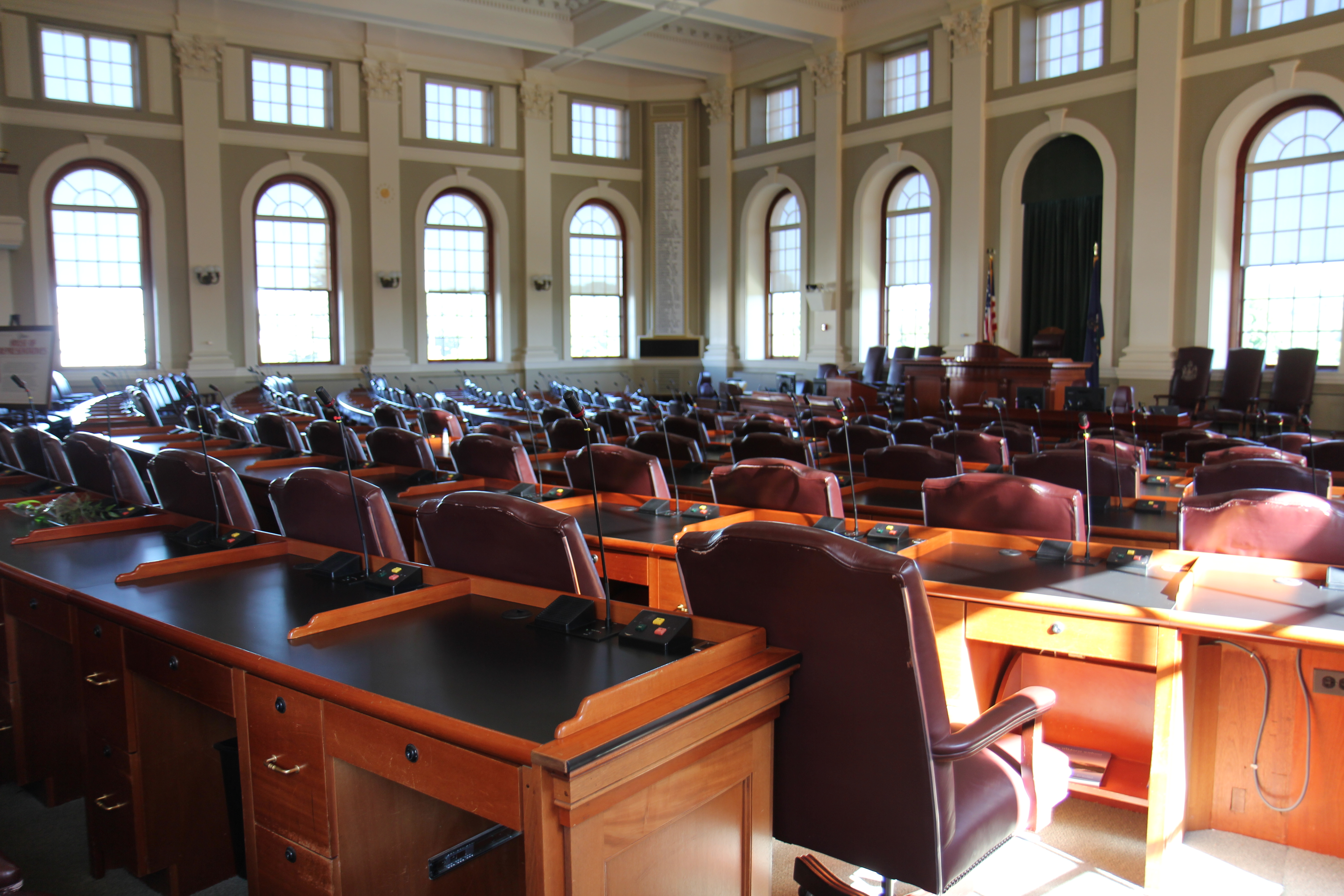
Зала засідань Палати представників
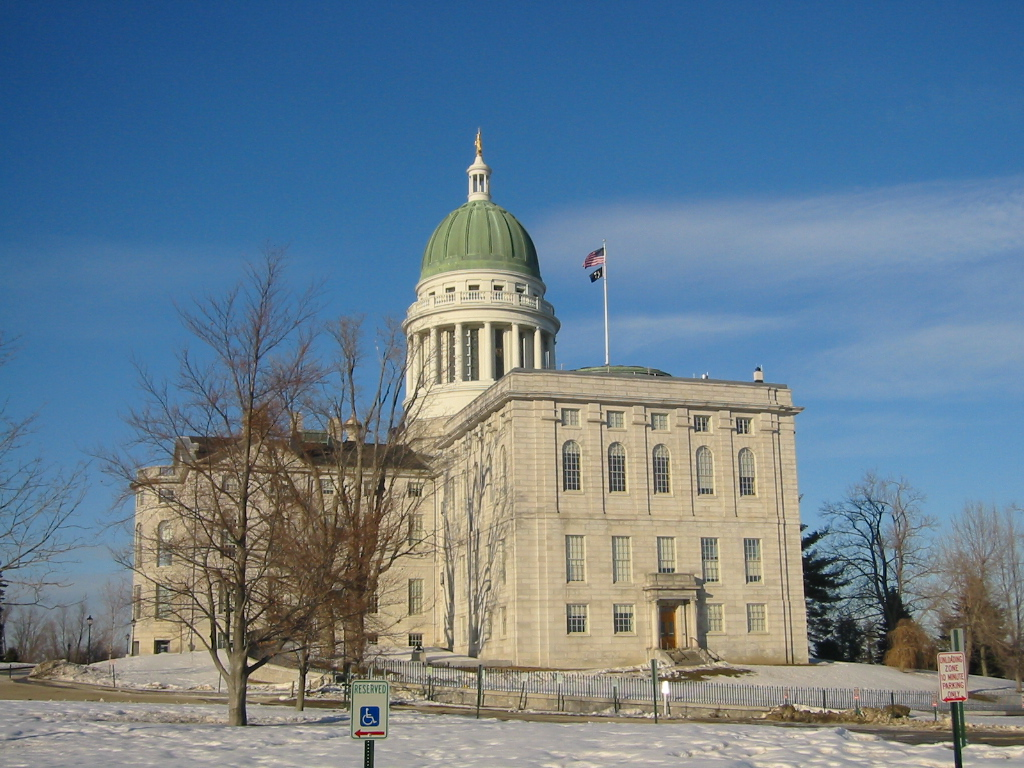
Капітолій штату Мен